# Palliduphantes istrianus
Palliduphantes istrianus là một loài nhện trong họ Linyphiidae.
Loài này thuộc chi Palliduphantes. Palliduphantes istrianus được Wladislaus Kulczynski miêu tả năm 1914.